# Cal Peó
Cal Peó és una casa de Sant Vicenç de Montalt (Maresme) inclosa a l'Inventari del Patrimoni Arquitectònic de Catalunya.

## Descripció
Casa amb planta baixa, deshabitada, i pis al que es pot accedir per unes escales que hi ha per fora d'aquest habitacle. La coberta és a dues aigües i les obertures senzilles.